# Педро Новоа
Педро Фелікс Новоа Кастільо (Уачо, 19 листопада 1974 — 6 березня 2021) — перуанський педагог і письменник.

## Життєпис
Навчався в Інституті комерції № 62 адмірала Мігеля Грау в Комасі. З 1992 по 1997 рік він служив у ВМС Перу (морська піхота). У 1998 році він залишив військову службу, а в 1999 році вступив до Національного університету Федеріко Вільярреала, де вивчав мову та літературу (педагогічний факультет). У 2003 році він почав свою кар'єру як письменник, отримавши перші нагороди.
У 2008 році він перейшов до категорії призначеного викладача в Севільський інститут в Рімаці. З 2017 року він є професором Національного університет Сан-Маркос. У 2017 році поповнив каталог авторів видавництва «Planeta». Так само протягом останніх років життя він писав у Посланні до перехожих, суботній колонці Diario Expreso.
Ґюнтер Сільва Пассуні описує роман «Симфонія руйнування» (редакційна стаття Planeta, Ліма, 2017) як «майстерний роман із темним песимізмом, який, здається, витає в лютій критиці сучасної людини, пригніченої її невеликою етичною глибиною та вашою емоційною балаканиною. Немає можливості співати для переважної більшості чоловіків і жінок, які проходять як самі по собі гротески, оболонки без шляхетності, які замість взаємозв'язку, стикаються одне з одним. Але є ключ до цієї зловісної алегорії крахів і крахів: щастя. Посмішка і прихильність є елементами спокути».

## Твори

### Книги
- Невпинне полювання (роман), Editorial Mesa Redonda, Ліма, 2021 ISBN 978-612-48423-9-9
- Шість метрів мотузки (роман), Ediciones Altazor, Ліма, 2010 ISBN 978-612-4122-31-6
- Життя вчителя (роман), Альфагуара, Ліма, 2012 ISBN 978-6123090685
- Огрове кохання (дитяча історія), Ediciones Altazor, Ліма, 2012 ISBN 978-612-4122-99-6
- Полювання на міраж (оповідання), Редакційний фонд Університету Сезара Вальехо, Ліма, 2013 ISBN 978-612-4158-12-4[6]
- Твоя тваринна половина (роман), Редакційний фонд Університету Сесара Вальехо, Ліма, 2014 ISBN 978-612-4158-25-4[7][8]
- Блакитне тріпотіння метелика (вірші), Редакційний фонд Університету Сезара Вальехо, Ліма, 2015 ISBN 978-612-4158-13-1
- Фантастичний шепіт історій (історія), Editorial Apogeo, Ліма, 2016 ISBN 978-612-47201-1-6 .[9]
- Занурення (розповідь), Editorial Trascender, Ліма, 2017 ISBN 978-612-4316-36-4
- Симфонія руйнування (роман), Editorial Planeta, Ліма, 2017 ISBN 978-612-319-171-9[10][11]

### Твори опубліковані в антологіях
- Елтон Гонорс (антолог): Новини з майбутнього. Антологія перуанської науково-фантастичної казки 21 століття, Ліма, Ediciones Altazor, 2019.

## Наукові статті
- Розбиті кристали та реконструкція розколотих сукупностей латиноамериканського «буму» (Академічна стаття), Аліканте, Віртуальна бібліотека Мігеля де Сервантеса, 2013.[12]
- Гармонійна карта розуму в розумінні наративних текстів у студентів університету (Наукова стаття), 2018.[13]
- Ментальні карти як стратегія розвитку успішного інтелекту старшокласників (Наукова стаття), 2019.[14]
- Вплив гармонійної карти розуму на створення коротких оповідань у студентів університету (Наукова стаття), 2019.[15]
- Модель управління: роздуми та пропозиції (Наукова стаття).[16]

## Нагороди та відзнаки

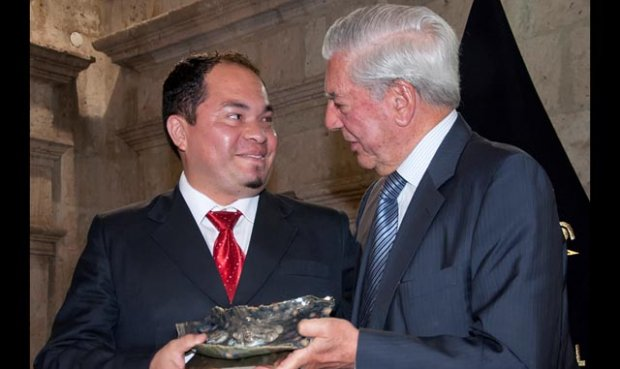
Отримання нагороди з рук Маріо Варгаса Льйоси

- Премія Horacio Zeballos Short Novel Award 2010 за «Шість метрів мотузки» (Альтазор, Перу, 2012).[17]
- Міжнародна премія Маріо Варгаса Льоси за Maestra vida (Альфагуара, Ліма, 2012).[18][19]
- Друге місце в Міжнародній премії імені Давида Мехії Велільї за El aleteo azul de la mariposa (Видавничий фонд UCV, Колумбія, 2015).[20]
- Фіналіст нагороди COPÉ Short Story Award за «Ливучий крик на світанку» (Перу, 2014).[21]
- Фіналіст (довгий список) премії Herralde Novel Award 2014 за «Симфонію руйнування» (Planeta, Перу, 2017).[22]
- Фіналіст бієнале COPÉ Novel Award 2015 за «Євангеліє руйнування».
- Фіналіст XI Міжнародної премії Гемінгвея за повість Подвійний заряд (Нім, Франція, 2015).[23]
- Перше місце в XXVII конкурсі 1000 слів, організованому журналом CARETAS, з оповіданням «Занурення» (Ліма, лютий 2016)[24][25], англійський переклад якого Джорджем Хенсоном під назвою «The Dive» було опубліковано в британській газеті. The Guardian.[26] Цю ж історію журнал Asimptote переклав на чотирнадцять мов.[27]
- Премія Luces 2017 за «Найкращий роман року», організована газетою El Comercio (Ліма, січень 2018)